# 前川正
前川 正（まえかわ ただし、1936年〈昭和11年〉8月1日 - ）は、日本の政治家。元奈良県御所市長（3期）。

## 経歴
奈良県出身。奈良県立御所高等学校（現・奈良県立青翔中学校・高等学校）卒。卒業後は御所市役所に勤務し、総務部長などを務める。1996年〈平成8年〉の御所市長選挙に立候補し、初当選する。2000年〈平成12年〉と2004年〈平成16年〉は無投票当選。市長を3期務め、2008年〈平成20年〉に退任した。